# Bradgate House (um 1490)

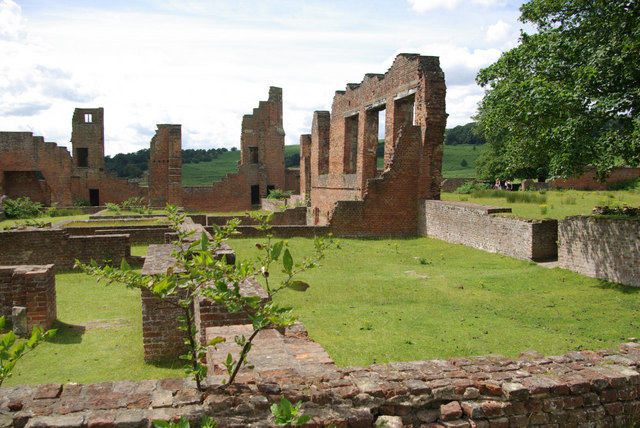
Die Ruinen von Bradgate House

Bradgate House ist die Ruine eines Landhauses im Bradgate Park in der englischen Grafschaft Leicestershire.

## Geschichte
Edward Greys Sohn, Sir John Grey of Groby, heiratete Elizabeth Woodville, die nach Sir John Greys Tod den König Eduard IV. zu ihrem zweiten Mann nahm. Ihr Sohn, Thomas Grey, 1. Marquess of Dorset, schickte sich Ende des 15. Jahrhunderts an, das erste Bradgate House bauen zu lassen, verstarb aber noch vor Beginn der Arbeiten. Sein Sohn, Thomas Grey, 2. Marquess of Dorset, führte dann den Plan seines Vaters um 1490 durch und so wurde das erste Haus um 1520 fertiggestellt.
Die noch der Gotik angehörende Anlage ist einer der ersten unbefestigten Landsitze in England und einer der ersten Backsteinbauten nach der Römerzeit.
Die Familie Grey lebte darin die folgenden 220 Jahre. In dem Haus soll auch Lady Jane Grey geboren worden sein, die später englische Königin für 9 Tage war und von der nachmaligen Königin Maria I. gestürzt wurde. Jane Grey wurde 1553 hingerichtet und, als auch ihr Vater ein Jahr später hingerichtet wurde, fiel das Anwesen an die Krone. In der Gegend erzählt man sich die Geschichte, dass örtliche Platzwarte an die Hinrichtung Janes durch Schneitelung der Eichen im Park im Stil einer Köpfung erinnerten. Noch heute kann man so beschnittene Eichen im Park sehen.
1563 errang die Familie Grey wieder die Gnade des Königs und die Grundherrschaft von Groby einschließlich Bradgate Park wurde an Jane Greys Onkel, Lord John Grey of Pirgo, zurückgegeben. Sein Urenkel wurde zum Earl of Stamford ernannt. Spätere Earls erwarben Anwesen in Enville in Staffordshire und in Durham Massey in Cheshire.

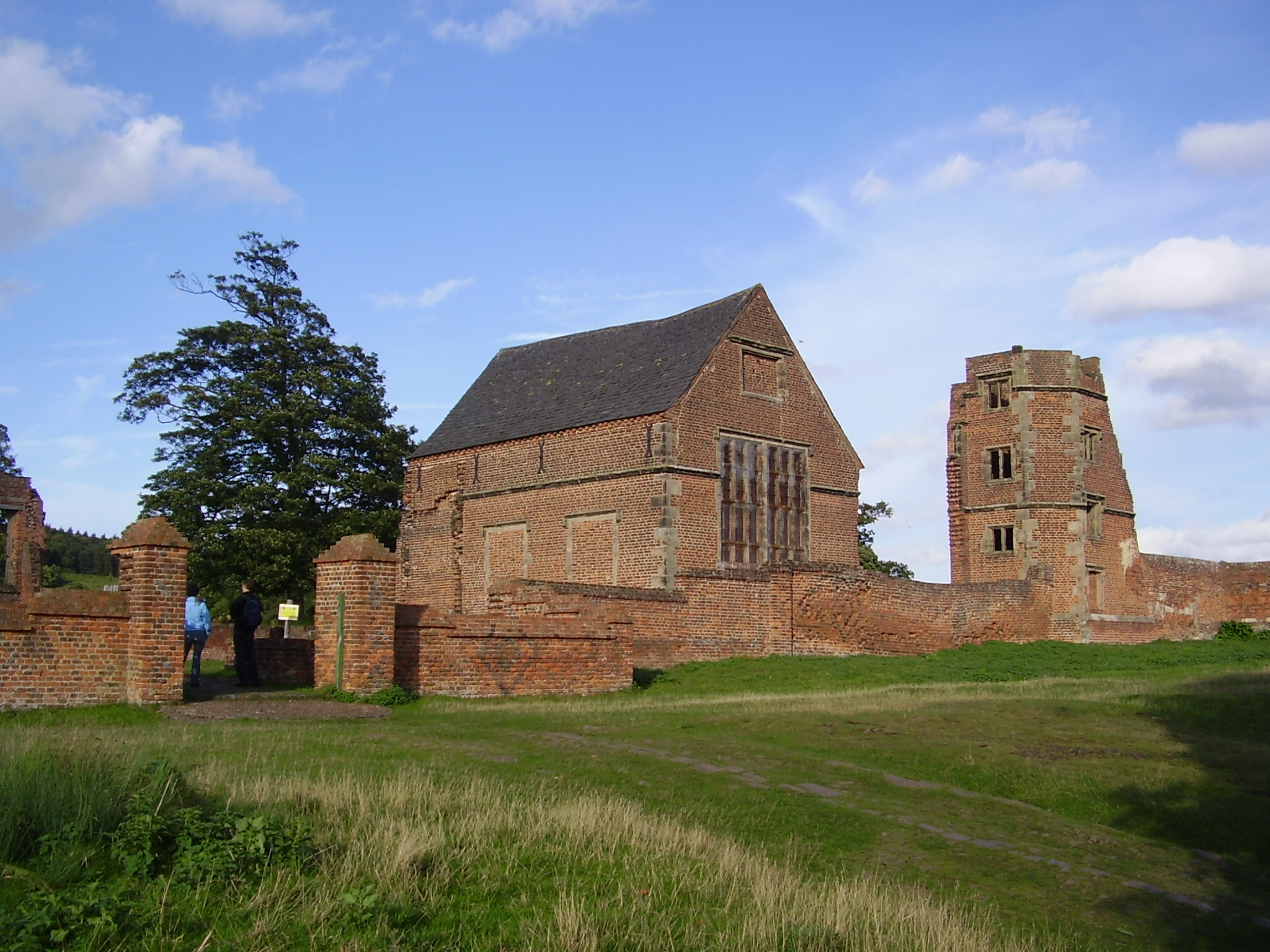
Die Ruinen der Kapelle und des Turms von Bradgate House

Irgendwann nach 1739 verließen die Greys Bradgate House, das danach langsam verfiel. Die spektakulären Ruinen des Hauses kann man auch heute noch in der Mitte des Bradgate Park sehen.
Mitte des 19. Jahrhunderts, als die Familie Grey erneut in dieser Gegend wohnen wollte, ließen sie ein neues Haus etwa drei Kilometer südwestlich der alten Ruine errichten. Es hieß ebenfalls Bradgate House und wurde in den 1920er-Jahren abgerissen, als die Familie das Anwesen verkaufte.

## Beschreibung
Das Haus war etwa 60 Meter lang und hatte einen Rittersaal von 24 Metern × 9 Metern. Heute sieht man noch umfangreiche Ruinen von Mauern und offenen Kaminen sowie vier abgebrochene Türme. Die Kapelle ist noch intakt. Sie enthält die Gräber von Henry Grey, 1. Earl of Stamford, und seiner Gattin, deren Bildnisse auf den Grabplatten zu sehen sind.